# Піскотрав
Піскотрав (Parapholis) — рід євразійських (від Ірландії до Пакистану) та північноафриканських рослин родини злакових. В Україні ростуть Parapholis cylindrica та Parapholis incurva.

## Морфологічна характеристика
Це однорічні чи багаторічні (рідко) трав'яниста рослини. Ростуть купками або з одним стеблом. Листки вузькі.

## Види
1. Parapholis cylindrica (Willd.) Romero Zarco
2. Parapholis filiformis (Roth) C.E.Hubb.
3. Parapholis gracilis(інші мови) Bor
4. Parapholis incurva (L.) C.E.Hubb.
5. Parapholis marginata(інші мови) Runemark
6. Parapholis pycnantha(інші мови) (Hack.) C.E.Hubb.
7. Parapholis strigosa(інші мови) (Dumort.) C.E.Hubb.